# Dream Saga
Dream Saga (jap. 夢幻伝説タカマガハラ, mugen densetsu takamagahara, dt. „Traumlegende Takamagahara“) ist eine Mangaserie der japanischen Zeichnerin Megumi Tachikawa. Sie ist dem Shōjo-Genre zuzuordnen.

## Handlung
Yuuki ist ein ganz normales Mädchen, das jeden Tag zur Schule geht und Spaß mit ihren Freunden hat. Doch dann fällt ihr eines Tages ein Magatama in die Hände. Sie erfährt von einem mysteriösen Mädchen, dass sie Horacty, das Mädchen aus dem Horizont, ist und die Aufgabe hat, Amaterasu, die Sonne, zu retten. Allein sie kann den Vogel Karyobinga rufen. Doch ihre wahre Bestimmung ist es, nach der jetzigen Sonne die neue Sonne der Welt zu werden. Sie muss nun die anderen finden, die auch solche Magatamas besitzen und ihr bei ihrer Aufgabe zur Seite stehen sollen. So trifft sie alle ihre Freunde wieder, in ihrem anderen Ich. Auch in der Traumwelt Takamagahara ist sie in Takaomi verliebt und versucht alles, um die Traumwelt zu retten.
Aber Takaomi hat keine Erinnerungen an Nakatsukuni, was er aber unbedingt will. Er erhält das "sechste Magatama" und wird zu einem Monster, das die Sonne, Ameterasu, auffressen soll.

## Charaktere
Yuuki Wakasa: Sie ist die Hauptdarstellerin und lebt mit ihren Eltern und ihren drei Brüdern zusammen. Diese drei hat sie sehr gut im Griff und hilft damit ihrer Mutter sehr. Seit der 3. Klasse ist sie in ihren Kameraden Takaomi verliebt. Auch wenn sie nur ein Kind ist, sind ihre Entscheidungen sehr erwachsen und sie ist zudem ein Dickkopf. Sie macht alles, um ihr Ziel zu erreichen und ihre Freunde sind ihr das Wichtigste.
Takaomi Kai: Er ist Yuukis großer Schwarm. Er lächelt immer und ist ein sehr freundlicher Kerl, der sich fast nie aufregt. Auch die Annäherungsversuche von Nachi nimmt er locker hin. Anfangs ist nicht klar, ob er Yuuki nur mag oder liebt. Die beiden kennen sich schon sehr lange.
Sota Inaba: Er geht mit Yuuki und Takaomi in die Klasse. Er lernt gerne, forscht auch nach und ist daher sehr klug, aber auch ein bisschen eingebildet und hält andere für Unterbelichtete. Er steht Yuuki immer bei, so gut wie er kann und versucht immer zu helfen.
Nachi Izumi: Auch er ist ein Klassenkamerad. Er kann Tennis spielen, reiten, singen und auch tanzen. In der Schule ist er nicht sehr gut, aber in Sport hat er sehr gute Noten. Er liebt Takaomi und ist deshalb Yuukis Rivale. Einfach tatenlos rumzusitzen mag er nicht. In Takamagahara ist er ein Mädchen das sehr gut tanzen kann.
Taizo Hyuga: Er geht in die Parallelklasse. Von den anderen Mitschülern ist er ein wenig gefürchtet, da er sehr stark ist. Außerdem spielt er sich gerne auf und ist gern Anführer. Aber er hat einen ehrlichen Charakter. Er liebt es, sich zu prügeln, ist in der Schule aber nicht sehr gut.
Keima Sagami: Er geht in die gleiche Klasse wie Taizo. Er hat einen eigenartigen Charakter und scheint in seiner eigenen, verträumten Welt zu leben. Er liebt es, Abfall zu sammeln und daraus etwas zu basteln, also Recycling, deshalb finden ihn viele auch sehr seltsam. In der Schule ist er sehr gut. Ein eher ruhiger Typ.
Frau Nagato: Klassenlehrerin der 5a. Sie lächelt immer und ist für ihr Alter ziemlich kindisch. Sie schimpft fast nie und wenn sie mal auf jemanden sauer ist, dann lächelt sie dabei. Sie hat einen großen Gerechtigkeitssinn.
Jede dieser Personen hat eine zweite Identität in einer anderen Welt, dem Takamagahara. Dort sind sie alle außer Yuuki älter als in ihrer normalen Welt, Nakatsukuni.

## Veröffentlichungen
Dream Saga erschien in Japan von 1997 bis 1999 in Einzelkapiteln im Manga-Magazin Nakayoshi des Kodansha-Verlags. Diese Einzelkapitel wurden auch in insgesamt fünf Sammelbänden zusammengefasst.
Auf Deutsch wurde Dream Saga von November 2002 bis Mai 2003 vollständig in fünf Bänden bei Egmont Manga und Anime veröffentlicht. Eine englische Fassung erschien bei Tokyopop und eine polnische bei Egmont Polska.

## Erwähnenswertes
Alle drei Throninsignien Japans werden in Dream Saga referenziert. Der Spiegel Shinjūkyō (神獣鏡, wörtlich: „Göttertierspiegel“) und ein weiterer Spiegel, der Shinkakyō (神華鏡, wörtlich: „Götterblumenspiegel“), öffnen die Treppe nach Tenjukyū (天珠宮). Ein Schwert erhält Takaomi von einer Schuppe der Kristall-Orochi. Die Familiennamen der Charaktere sind den Provinzen Japans entlehnt.